# Lepturges vogti
Lepturges vogti es una especie de escarabajo longicornio del género Lepturges, categorizada en la tribu Acanthocinini, de la subfamilia Lamiinae. Fue descrita por Hovore & Tyson en 1983.

## Descripción
Mide 5,8-8,5 mm de longitud.

## Distribución
Se distribuye por Estados Unidos.